# La Haine
Vous lisez un « bon article » labellisé en 2018.
Pour les articles homonymes, voir Haine (homonymie).
Pour plus de détails, voir Fiche technique et Distribution.
La Haine est un film dramatique français en noir et blanc écrit et réalisé par Mathieu Kassovitz, sorti en 1995.
L'histoire commence juste après une nuit d'émeutes opposant des jeunes d'une cité à la police dans la banlieue parisienne. Ces émeutes sont consécutives à la grave blessure d'Abdel Ichaha, un habitant, par un inspecteur de police. Les protagonistes, Vinz (Vincent Cassel), Saïd (Saïd Taghmaoui) et Hubert (Hubert Koundé), sont un trio multiethnique originaire de la cité, se promenant d'abord dans celle-ci puis partant à Paris pour la soirée. Le film suit leurs péripéties d'un matin au suivant.
Le réalisateur Mathieu Kassovitz commence l'écriture du scénario le 6 avril 1993, en s'inspirant de l'affaire Makomé M'Bowolé. Il est soutenu par les productions Lazennec et en particulier par Christophe Rossignon. Le tournage a lieu de septembre à novembre 1994, principalement dans la cité de la Noë de Chanteloup-les-Vignes.
Le film est projeté la première fois lors du festival de Cannes 1995, où il remporte le prix de la mise en scène, puis sort en salles le 31 mai, réalisant deux millions d'entrées en France. Il sort ensuite dans plusieurs pays en version sous-titrée. Nommé onze fois aux César en 1996, La Haine y obtient trois récompenses, notamment le César du meilleur film.
Les critiques de la presse et du public sont très largement positives dès la sortie du film. Cependant, quelques controverses se dégagent chez les journalistes, le public et les universitaires : d'abord, l'appropriation de la culture des cités est reprochée à Mathieu Kassovitz. De plus, le point de vue du film sur les violences policières, sujet à plusieurs remarques contradictoires du réalisateur, ne permet pas le consensus, en particulier auprès des policiers eux-mêmes.
La Haine est considéré comme un film culte du cinéma français et contribue à lancer les carrières de Mathieu Kassovitz et de Vincent Cassel.

## Synopsis

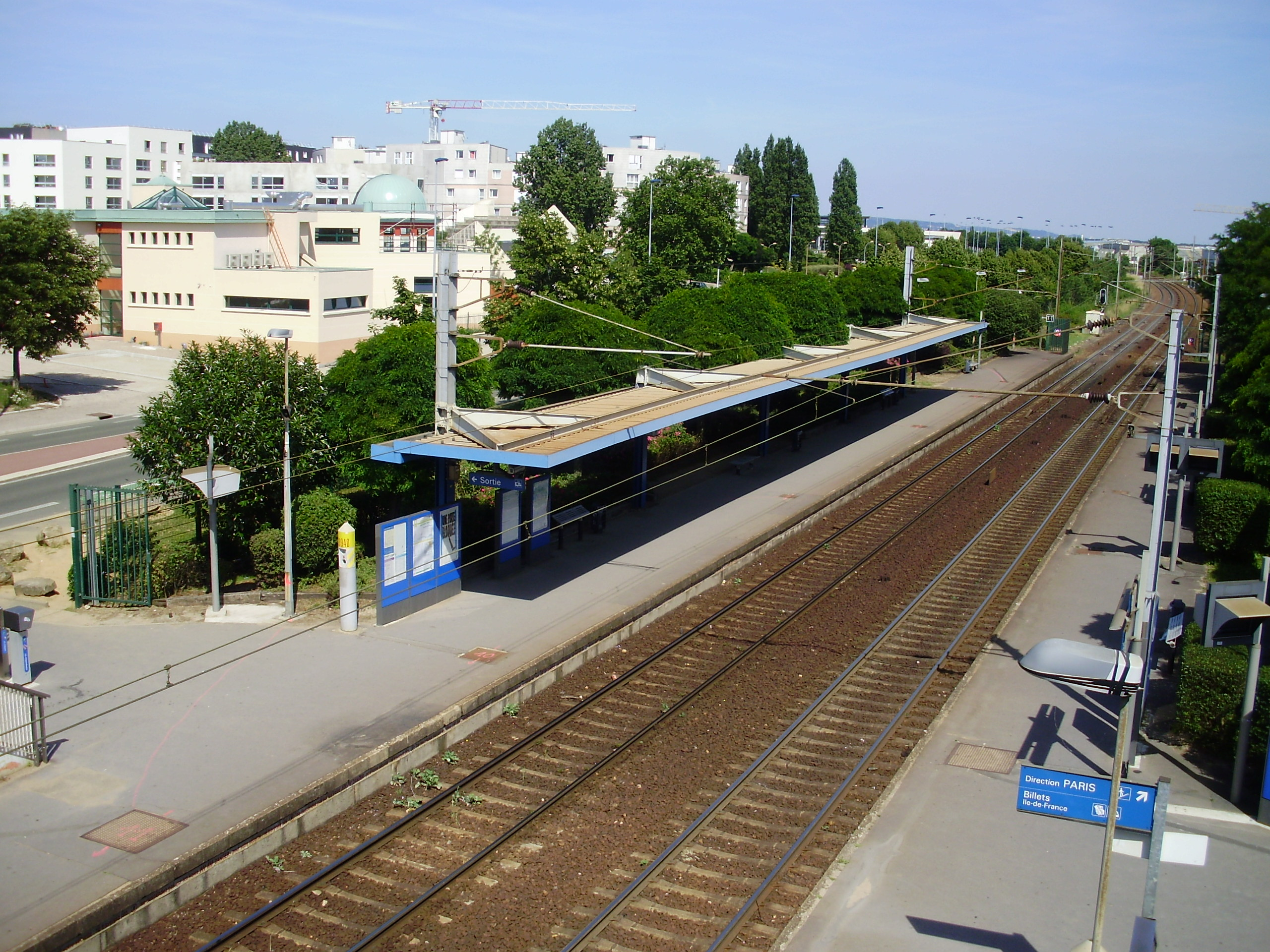
Gare de Chanteloup-les-Vignes, où se déroule la moitié du film.

Le récit se déroule au lendemain d'une nuit d'émeutes opposant des jeunes à la police, dans la cité des Muguets à Chanteloup-les-Vignes, en région parisienne. Ces émeutes sont consécutives à la tentative d'assassinat commise par un inspecteur du commissariat qui a provoqué la mise en coma d'un jeune résident de la cité, Abdel Ichaha, lors d'une garde à vue. Pendant les émeutes, un policier perd son revolver.
On suit sur une journée les péripéties de trois jeunes amis d'Abdel : Vinz, jeune juif, au tempérament agressif, qui souhaite venger Abdel ; Hubert, jeune homme noir pacifiste qui ne pense qu'à quitter la cité pour une vie meilleure et se refuse à provoquer la police, et Saïd, jeune d'origine maghrébine, qui tient un rôle de médiateur entre Vinz et Hubert.
Vinz révèle à ses compagnons qu'il a trouvé le revolver perdu par le policier. Il s'agit d'un Smith & Wesson 44 Magnum dont il compte faire usage pour tuer un policier si Abdel ne sort pas du coma. Hubert exprime sa désapprobation. L'utilisation du revolver est un leitmotiv : Vinz le garde en permanence dans sa poche de pantalon, le dégainant à tout-va, s'attirant constamment les remontrances d'Hubert.
Les jeunes gens passent voir Abdel à l'hôpital, mais les policiers qui gardent la chambre refusent de les laisser voir leur ami : leurs protestations valent une courte arrestation à Saïd, qui est presque immédiatement relâché.

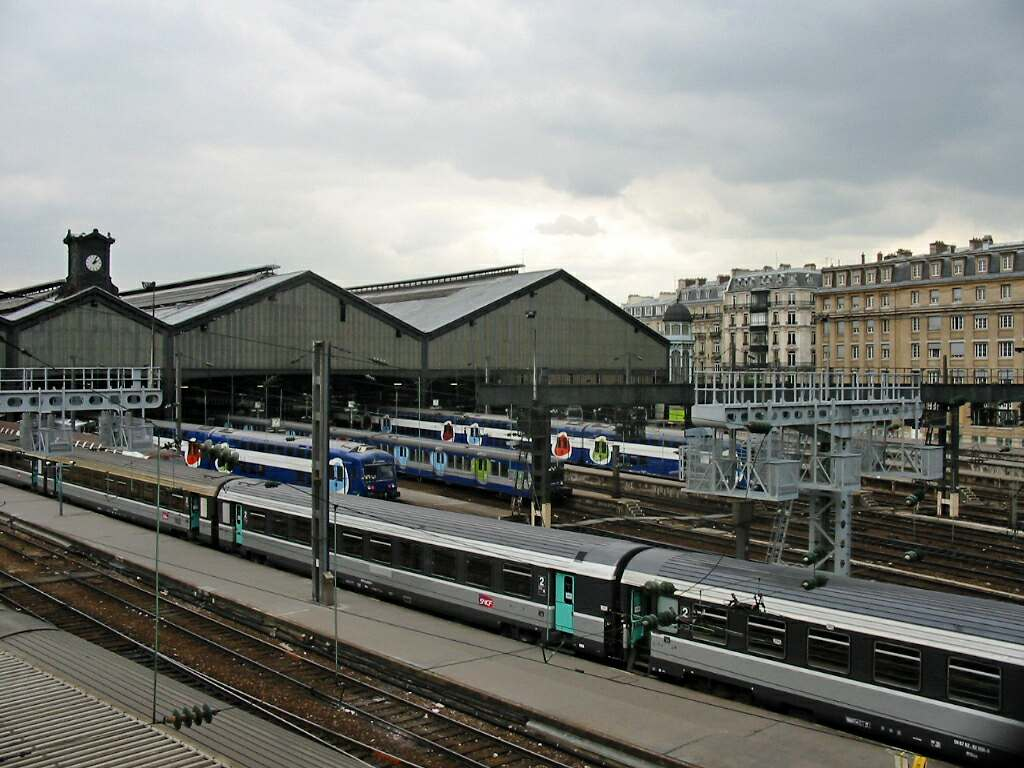
Gare Saint-Lazare, où les protagonistes ratent le dernier train de banlieue et se retrouvent bloqués à Paris pour la nuit.

Les pérégrinations du trio les mènent à Paris, d'abord dans des toilettes publiques où ils rencontrent un vieil homme, juif polonais, qui leur raconte un épisode de la vie dans un ghetto. Ils passent ensuite chez un certain Astérix, qui doit de l'argent à Saïd, mais la visite se termine par un affrontement violent. Dans la rue, des policiers interpellent les trois jeunes, et Hubert et Saïd sont emmenés en garde à vue et violemment malmenés, tandis que Vinz parvient à s'échapper avec son revolver. De retour à la gare Saint-Lazare, ils ratent de justesse le dernier train. Pour s'occuper, ils assistent à un vernissage dans une galerie d'art, d'où ils sont renvoyés pour avoir harcelé deux visiteuses. Plus tard, ils essaient de voler une voiture pour rentrer chez eux après avoir été refusés par un chauffeur de taxi.
Saïd et Hubert sont ensuite pris à partie par un groupe de skinheads, qui les menacent puis les frappent. Vinz intervient alors et sort son arme, qu’il pointe sur le leader des skinheads. Terrorisés, les autres s'échappent, tandis que Vinz tient en respect avec son revolver le seul skinhead restant. Hubert provoque Vinz, l'encourageant à tirer. Sous la pression, Vinz craque puis renonce à le tuer tout en vomissant. En son absence, Saïd enjoint au skinhead à s'enfuir. De retour dans leur cité, Vinz cède son arme à Hubert. Désarmé, il est pris à partie par deux officiers de police en civil, agressifs sans motif clair. L'un d'entre eux, essayant d'intimider Vinz avec son arme, l'exécute involontairement d'un tir en plein visage. Le film s'achève sur un plan d'Hubert et du policier se tenant mutuellement en joue puis sur un gros plan de Saïd qui ferme les yeux et un coup de feu hors-champ. La fin du film est ouverte : on ne sait pas lequel des deux hommes, Hubert ou le policier, a tiré.

## Fiche technique
Sauf indication contraire, les informations mentionnées dans cette section peuvent être confirmées par la base de données cinématographiques IMDb,  présente dans la section « Liens externes ».
- Titre original et québécois : La Haine[5]
- Réalisation et scénario : Mathieu Kassovitz
- Musique : Assassin[Quoi ?]
- Décors : Giuseppe Ponturo
- Costumes : Virginie Montel
- Photographie : Pierre Aïm
- Son : Vincent Tulli, Dominique Dalmasso
- Montage : Mathieu Kassovitz et Scott Stevenson
- Production : Christophe Rossignon
  - Production exécutive : Gilles Sacuto
  - Production associée : Alain Rocca et Adeline Lecallier
- Sociétés de production[6] :
  - France : Les Productions Lazennec, Le Studio Canal+, La Sept Cinéma, Kasso Inc. Productions et Studio Cofinergie 6, avec la participation de Canal+, avec le soutien de Cofimage 6 et Studio Image
  - États-Unis : Polygram Filmed Entertainment et Egg Pictures
- Sociétés de distribution : MKL Distribution (France) ; Gramercy Pictures (États-Unis)
- Budget : 2,59 millions d’€[7]
- Pays de production :  France
- Langue originale : français
- Format[8] : Noir et blanc - 35 mm - 1,85:1 (Panavision) - son Dolby Digital
- Genre : drame, policier
- Durée : 98 minutes
- Dates de sortie[5] :
  - France : 27 mai 1995 (Festival de Cannes) ; 31 mai 1995 (sortie nationale) ; 4 août 2020 (réédition)
  - Belgique : 31 août 1995 (sortie nationale) ; 26 juin 2018 (Festival International du Film de Bruxelles)
  - Québec : 1er septembre 1995[9]
  - États-Unis : 23 février 1996
- Classification[10] :
  - France: tous publics avec avertissement[11],[Note 1]
  - États-Unis : non classé (Not Rated)
  - Belgique : potentiellement préjudiciable jusqu'à 12 ans (12 - Mogelijk schadelijk voor kinderen onder de 12 jaar)[Note 2],[13]
  - Québec : 13 ans et plus - violence (13+ / 13 years and over)[9]

## Distribution
- Vincent Cassel : Vinz
- Hubert Koundé : Hubert
- Saïd Taghmaoui : Saïd
- Karim Belkhadra : Samir
- Marc Duret : l'inspecteur « Notre Dame »
- Choukri Gabteni : Nordine, le frère de Saïd
- Solo : Santo
- Benoît Magimel : Benoît
- Édouard Montoute : Darty
- François Levantal : Astérix
- Héloïse Rauth : Sarah
- Félicité Wouassi : la mère d'Hubert
- Nabil Ben Mhamed : le garçon qui raconte l’histoire de la caméra cachée
- Cut Killer : le disc-jockey
- Virginie Montel : la mendiante dans le métro
- Julie Mauduech : une fille dans la galerie d'art
- Karin Viard : une fille dans la galerie d'art
- Vincent Lindon : l'homme saoul
- Christophe Rossignon : le chauffeur de taxi
- Mathieu Kassovitz : le skinhead néonazi qui se fait tabasser
- Andrée Damant : la concierge
- Philippe Nahon : le chef de la police
- François Toumarkine : l'agent de police à l'hôpital
- Zinedine Soualem : l'agent de police maltraitant Saïd et Hubert
- Bernie Bonvoisin : l'assistant du policier maltraitant Saïd et Hubert
- Peter Kassovitz : le patron de la galerie d'art
- Tadek Lokcinski : Le vieux juif polonais dans les toilettes.

Acteurs principaux du film.
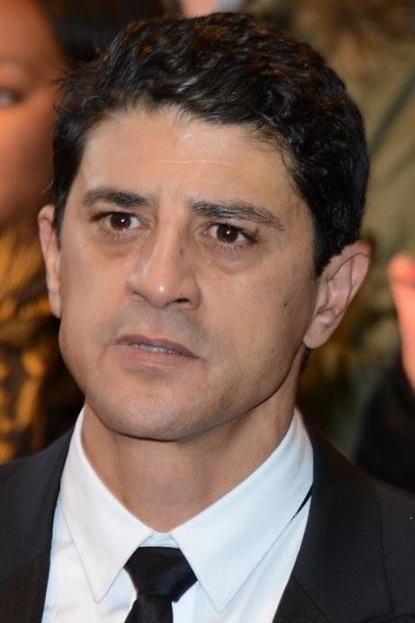
Saïd Taghmaoui, qui joue Saïd, en 2014.
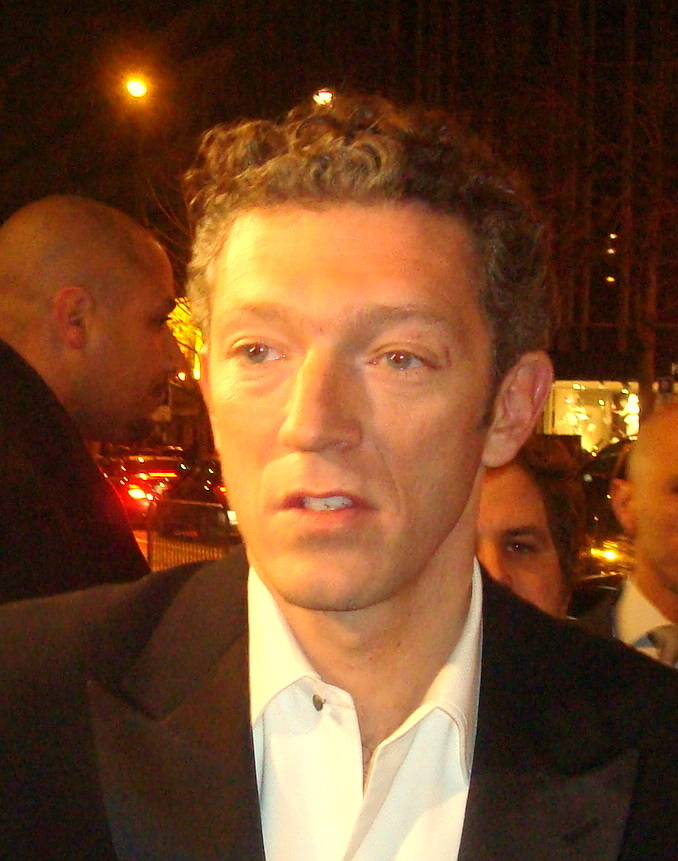
Vincent Cassel, qui joue Vinz, en 2009.
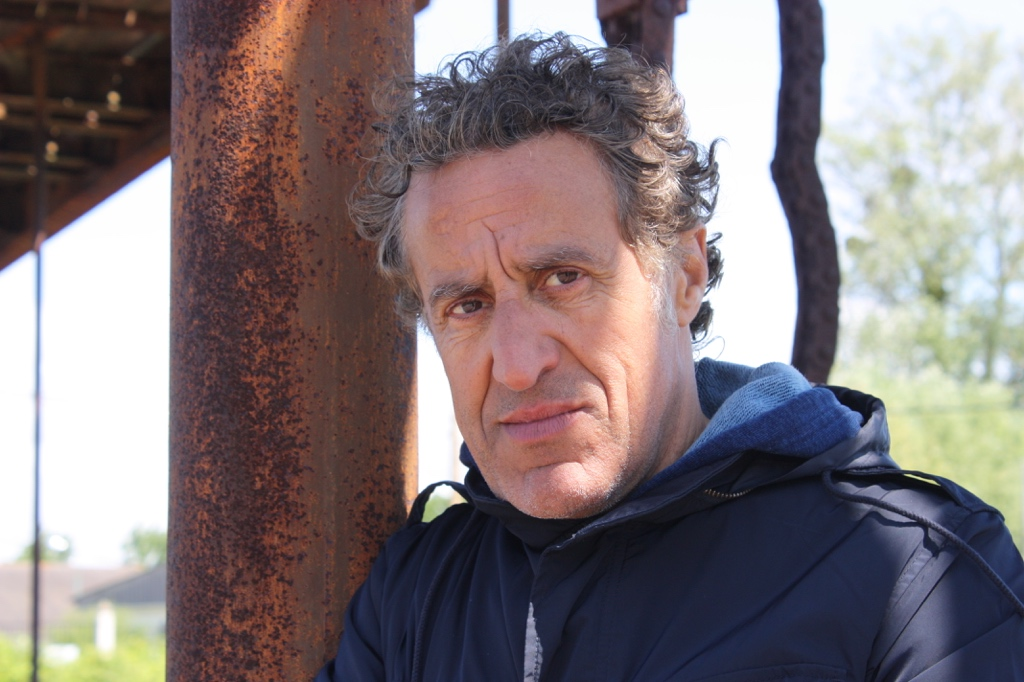
Karim Belkhadra, qui joue Samir, en 2015.
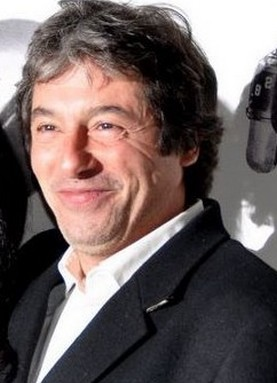
Marc Duret, qui joue l'inspecteur Notre Dame, en 2012.

## Personnages
Le trio principal du film est composé de jeunes originaires de la même banlieue : Vinz, Hubert et Saïd. Leur amitié peut être considérée comme un symbole de l'ensemble des situations possibles pour des jeunes de banlieue mal famée : un Noir, un Juif, et un musulman d'origine maghrébine. Pourtant, leur quartier d'origine a plus d'incidence sur leur vie que leur appartenance communautaire : Kassovitz affirme avoir voulu montrer qu'il ne s'agissait pas d'un conflit ethnique mais d'un rapport de forces entre la jeunesse et la police.
- Vinz, juif, qui vit avec sa mère, sa sœur et sa grand-mère dans un appartement minuscule. Il est plus agressif que ses deux camarades, verbalement et physiquement, et ne réfléchit pas avant d'agir. C'est lui qui trouve le revolver perdu par un policier dans son quartier, et il le garde en sa possession pendant l'essentiel du film. Il veut se donner une image de gangster et affirme pendant tout le film qu'il tuera un policier pour venger son ami blessé à mort dans un commissariat, sans finalement passer à l'acte[14].
- Hubert, noir chrétien d'origine béninoise[16] qui vit avec sa mère et sa sœur. Il se passionne pour la boxe et a tenté d'ouvrir une salle de sport pour les jeunes de son quartier. Pacifiste, il gère un petit trafic de drogue pour soutenir les dépenses de sa mère et il a décoré sa chambre de posters de sportifs noirs célèbres. Il souhaite quitter la banlieue et a un frère en prison[14].
- Saïd, musulman d'origine maghrébine, et ami de Vinz et Hubert. Il est boute-en-train, toujours prêt à raconter une blague à ses amis, et doit adopter une attitude de médiateur entre Vinz et Hubert à de nombreuses reprises pendant le film. Peu respectueux envers les femmes, il ne supporte cependant pas qu'on fasse mention de sa sœur. Il est victime plusieurs fois de remarques ou d'actes racistes dans le film, et résume plus tard la situation par la phrase : « Un arabe dans un commissariat il ne tient pas plus d’une heure »[14].

D'autres personnages récurrents sont :
- Nordine, le frère aîné de Saïd. Quand les policiers ordonnent aux jeunes de quitter le toit, ils n'obéissent pas, mais ils obtempèrent quand Nordine leur en donne l'ordre pour éviter le conflit avec les forces de l'ordre[14].
- Samir, un policier originaire du quartier qui essaie de faire comprendre au trio que la police est aussi là pour protéger les jeunes et leur montrer le droit chemin. Il représente une image plus positive de la police que le reste des personnages policiers, voire un modèle pour les jeunes générations[14].
- Notre-Dame, un agent de police qui intervient rapidement en début de film et tue accidentellement Vinz à la fin du film[14].

Les journalistes sont présents en début de film et montrés comme rejetés par les habitants du quartier : Hubert lance « on n'est pas à Thoiry ici » quand la presse vient faire un reportage sur les émeutes. Les personnages féminins, quant à eux, sont stéréotypés : soit les femmes sont des objets de séduction, comme à la galerie d'art, soit elles sont reléguées aux tâches ménagères, comme les mères des protagonistes. Quant à leurs sœurs, elles sont protégées presque contre leur gré par Saïd, Hubert et Vinz.

## Production

### Développement

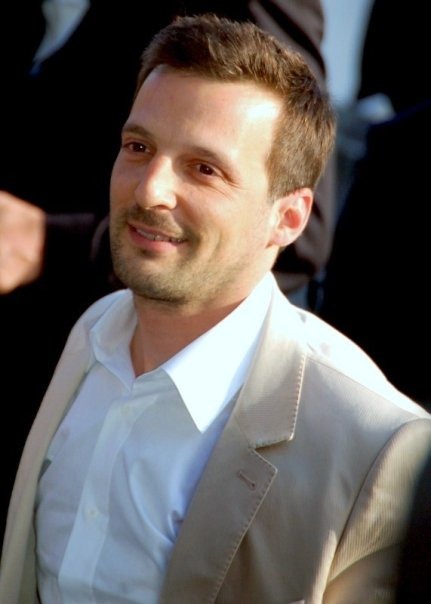
Mathieu Kassovitz au festival de Cannes en 2008.

Kassovitz décide de réaliser le film La Haine le 6 avril 1993, en s'inspirant de l'affaire Makomé M'Bowolé, Zaïrois de 17 ans tué d'une balle dans la tête par un policier lors de sa garde à vue dans le 18e arrondissement de Paris en 1993,. Il se rend à une manifestation d'hommage le jour même, et est malmené par des CRS qui tentent de disperser les manifestants. De retour chez lui, il contacte immédiatement son producteur, Christophe Rossignon, et lui dit qu'il veut tourner un film inspiré de l'événement avant de réfléchir au prochain film sur lequel il est censé travailler, Assassin(s),. Si le moteur de la création du film est ce fait divers, l'histoire s'en inspire peu,. Le film Z de Costa-Gavras est un des fondements de La Haine pour l'écriture du film.
Une fois la première version du scénario écrite, Kassovitz le fait relire par son producteur. Rossignon, fils d'agriculteur, ne connaît pas du tout l'univers de la banlieue que Kassovitz doit lui expliquer, en lui prouvant que le scénario est réaliste. Kassovitz affirme ensuite avoir réalisé le film « pour les gens comme lui » et pas pour les habitants de banlieue, qui vivent les scènes au quotidien et dont il espère seulement qu'ils « ne se sentiront pas trahis ». Le film doit d'abord s'appeler Droit de cité, Rossignon trouvant La Haine trop dur et voulant que les maires n'aient pas peur d'autoriser le tournage dans leur municipalité. Kassovitz ne démord pas du titre La Haine, qui est finalement adopté.

### Choix scénaristiques
Kassovitz adopte un langage oral, sans l'exagérer volontairement ni le rendre plus accessible aux personnes qui ne connaissent pas le vocabulaire des banlieues, et commente : « Je ne peux pas écrire en verlan dans un scénario et je ne vais pas non plus mettre des sous-titres. On n'est ni au zoo ni au cirque ». Les dialogues, considérés comme peu crédibles, valent à Kassovitz une demande de réécriture du scénario par le CNC : quand il refuse, il abandonne l'avance sur recettes. N’ayant pas reçu cette avance, le film récupère les fonds nécessaires sous forme de partenariats avec Le Studio Canal+ et La Sept, ainsi qu’une avance de la SOFICA. Le budget du film s'élève à 15 000 000 FRF (3 634 950 EUR2023).
Une scène du film, celle du vernissage, est ajoutée par Kassovitz pour rendre le trio de protagonistes moins sympathiques et pour montrer qu'ils sont des « petits cons » normaux et n'ont rien d'exceptionnel, ce qui pourrait les rendre moins réalistes. Le scénario du film n'inclut aucune histoire d'amour, aucune romance, pour coller à la vie de la banlieue : « les filles, dans une cité, elles sont dans un coin, les mecs, dans un autre [...] une fille, c'est toujours la sœur de quelqu'un ». Le prénom des personnages est celui des acteurs : après plus de deux mois d'hésitations, Kassovitz s'adapte à leur prénom dans un souci de simplicité, en particulier auprès des habitants de la cité de la Noë.

### Choix des interprètes et de l'équipe technique

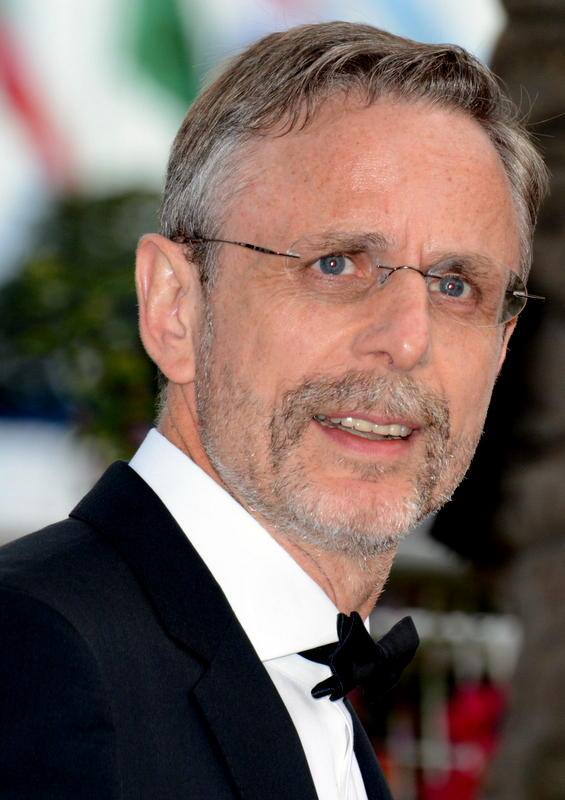
Christophe Rossignon, producteur de La Haine, au festival de Cannes en 2014.

Kassovitz choisit d'avoir trois protagonistes plutôt que deux, estimant que deux héros seront toujours vus comme des opposés : un Blanc et un non-Blanc, ou un Noir et un Arabe, ou tout autre duo montrant une différence. En mettant en scène trois personnages, il s'assure qu'on cherchera moins à les comparer. Il tient à ajouter un Blanc dans le trio, mais veut en faire tout de même le représentant d'une minorité, d'où son choix que Vinz soit juif ; il donne aussi une véritable importance au fait que Vinz puisse s'indigner de choses qui ne le concernent pas directement, comme le racisme.
Kassovitz embauche plusieurs acteurs et membres de l'équipe technique de son film précédent, Métisse, pour tourner La Haine. On retrouve en particulier Hubert Koundé dans un des rôles principaux et Pierre Aïm comme directeur de la photographie.
Le casting du film est assuré par Jean-Claude Flamand, qui connaît Kassovitz depuis une dizaine d'années et a joué un petit rôle dans Métisse. Il recrute son ami Arash Mansour en tant qu'assistant. Si les trois acteurs principaux sont choisis par Kassovitz, tous les autres le sont par Flamand et Mansour, et leur nombre s'élève à environ 300 personnes, figurants compris. Kassovitz donne un seul mot d'ordre aux deux casteurs : il faut que les acteurs viennent vraiment de la banlieue, et que tous les figurants viennent de la cité de la Noë où le film est tourné. Un casting sauvage est mis en place : annonces à la radio, affiches dans les lycées, porte-à-porte par exemple. Arash Mansour affirme que « [l'équipe a] demandé à tous ceux qui avaient eu des problèmes avec la police de venir [lui] en parler ». Les entretiens sur le sujet sont filmés : la personnalité des acteurs permet d'identifier quelques personnes intéressantes. Un rôle leur est ensuite attribué, y compris celui de policier en civil, puisque ces derniers sont censés pouvoir se fondre sans problème dans la population de la cité. Certains rôles sont créés sur place : par exemple, le personnage de Darty est très peu défini avant qu'Édouard Montoute ne se présente et invente un personnage antillais qui deviendra celui définitif.
Le choix de travailler avec des acteurs encore débutants est à la fois politique et financier. Vincent Cassel fait remarquer que Kassovitz aurait eu plus de moyens, et donc les moyens de s'offrir un meilleur casting, s’il avait tourné le film avec Isaac de Bankolé, Smaïn et Vincent Perez.

### Tournage
Le film est réalisé en grande partie dans les cités des Muguets et de la Noé à Chanteloup-les-Vignes, de septembre à novembre 1994. La cité est choisie pour son calme relatif, Kassovitz refusant une cité « infernale, avec de la came, où tu ne peux pas filmer, parce que des mecs te tirent dessus ». Ses infrastructures sont elles aussi en meilleur état que beaucoup d'autres cités dans lequel le film aurait pu être tourné. Une liste de vingt quartiers similaires est établie par l'équipe du film, mais le maire de Chanteloup-les-Vignes est le seul à accepter le tournage.
À l'arrivée de l'équipe pour repérer les lieux, certains sont pris pour des militaires et caillassés par des habitants du quartier. L'équipe d'acteurs arrive dans la cité avec trois mois d'avance et dort sur place dans deux appartements, pour montrer son sérieux aux habitants de la cité et tester les scènes dans un environnement réel,,. La médiation se fait avec l'aide de l'association locale Les Messagers qui s'occupe de la logistique et surtout de l'accompagnement des enfants figurants pendant le tournage. Certains jeunes du quartier refusent le contact, mais l'essentiel des habitants finit par faire confiance à l'équipe et le film est tourné sans encombre. Trois cents figurants et une dizaine d'assistants de tournage sont embauchés parmi la population locale.
Le tournage se fait caméra à l'épaule. Un mini-hélicoptère téléguidé sert à filmer les plans de survol de la cité, le budget manquant pour un matériel plus professionnel, et son ombre doit être effacée numériquement en postproduction.
Certaines scènes du film sont à moitié improvisées : par exemple, au poste de police, la seule instruction reçue par les acteurs dans le rôle de policiers est « torturez-les », et les deux acteurs torturés ont pour seule indication que « ça va être dur, mais tenez bon ». De même, Vincent Lindon, qui joue un ivrogne et a insisté pour avoir un rôle dans le film, arrive vraiment ivre sur le plateau du tournage sur la requête de Kassovitz.

### Postproduction
Pendant le tournage, Kassovitz se limite à un maximum de quatre prises par scène. À la fin du tournage, l’équipe a environ dix heures de bande utilisable, et après dix jours de montage, le film est ramené à une durée de 110 minutes. Deux scènes sont supprimées pour passer de la version de 110 minutes à celle, finale, de 95 minutes : la première représente une bagarre avec des policiers après la scène du toit, la seconde montre Vinz regardant un mendiant dormir par terre à Paris. Les deux scènes sont ensuite ajoutées au DVD de Canal+.
Le film est découpé en séquences sans transitions entre elles. Les séquences en banlieue ont tendance à atteindre un sommet violent vers leur milieu, puis à revenir vers un état plus calme ; à Paris, sauf dans la première scène où un vieil homme raconte son histoire aux protagonistes, chaque scène se termine par un excès de violence.
Le son du film est en stéréo dans la banlieue et en mono dans Paris. De même, les lentilles utilisées pour filmer permettent des plus grands angles dans la banlieue.

## Bande originale
Au début du film, DJ Cut Killer apparaît dans le rôle d'un habitant du quartier qui mixe le titre Sound of da police de KRS-1 depuis la fenêtre de son appartement.
En dehors de cette chanson et d'une chanson de Bob Marley utilisée dans le générique d'ouverture, la musique est très peu présente dans La Haine. La musique de La Haine est majoritairement celle qu'on entend dans les lieux de l'action, venant de la radio ou de la télévision. Kassovitz ne souhaite pas la composition d'une bande originale parce que, selon lui, un bon film ne doit pas s'appuyer sur la facilité d'une bonne musique : le sujet est déjà assez important pour qu’on ne l'appuie pas avec de la musique. Il affirme toutefois que son avis a changé après la sortie de La Haine.
| 1.  | Burnin' and Lootin'                 | Bob Marley                                 | Bob Marley                  |  |
| 2.  | That Loving Feeling                 | Tony Joe White                             | Isaac Hayes                 |  |
| 3.  | More Bounce to the Ounce            | Roger Troutman                             | Zapp & Roger Troutman       |  |
| 4.  | Mon Esprit Part en Couille          | Weedy & Expression Direkt                  | Expression Direkt           |  |
| 5.  | DJ Skud Interlude                   | DJ Cut Killer                              | DJ Cut Killer               |  |
| 6.  | Wedding Songs Medley                | Etan Massuri                               | Etan Massuri                |  |
| 7.  | Funk Funk                           | Larry Blackmon                             | Cameo song of Polygram Inc. |  |
| 8.  | Tak Hedat                           | Tak Fari Nas                               | Tak Fari Nas                |  |
| 9.  | Sans titre (Outstanding)            | The Gap Band                               | The Gap Band                |  |
| 10. | Loufou Lakari                       | Mabiala & Lonningisa                       | Mabiala & Lonningisa        |  |
| 11. | The Beat Goes On                    | Burks, Carter, Lee, Sherrer, Smith         | Ripple                      |  |
| 12. | Nsangu Nsangu                       | Klay M                                     | Klay M                      |  |
| 13. | Ellens Gesang III (Ave Maria)       | Franz Schubert                             | Christa Ludwig & Irwin Gage |  |
| 14. | Hard Core                           | Solo                                       | Solo                        |  |
| 15. | Groove Holmes                       | The Beastie Boys                           | The Beastie Boys            |  |
| 16. | Ricky's Theme                       | The Beastie Boys                           | The Beastie Boys            |  |
| 17. | Eugene's Lament                     | The Beastie Boys                           | The Beastie Boys            |  |
| 18. | Musique de la série Les Schtroumpfs | William Hanna, Joseph Barbera, Hoyt Curtin |                             |  |
| 19. | Musique de la série Chapi Chapo     | François de Roubaix                        |                             |  |

## Accueil

### Sortie

#### En France
Pour la promotion du film, quatre affiches sont éditées, et aucune d’entre elles ne comporte les logos habituels. La première montre le poing de Vinz en gros plan. Les trois autres représentent le regard coléreux des trois protagonistes du film en haut de l'affiche, le nom du film en blanc sur noir sur l’essentiel de la page, et trois images d’émeutes urbaines en banlieues en bas de page. L'affiche montrant le regard de Vinz (Cassel) est de loin la plus éditée, suivie de celle de Hubert (Koundé).
Début février 1995, Mathieu Kassovitz montre La Haine à l’équipe de tournage. Fin mars, les premières projections pour la presse provoquent des réactions enthousiastes. Gilles Jacob, directeur du festival de Cannes, veut faire concourir le film dans la section Un certain regard de la sélection officielle qui met habituellement en avant les films d’auteur hors-normes, mais le producteur insiste pour que le film fasse partie de la section En compétition. Au cours de l'événement, les policiers du service d'ordre tournent le dos à l'équipe qui monte les marches,. Le film est projeté le 27 mai dans la section En compétition, et reçoit une standing ovation.
Kassovitz enchaîne les interviews pendant dix jours quand la sélection cannoise est annoncée : pour Positif, Première, Télérama, Le Point, L’Express, Les Inrockuptibles et Le Journal du dimanche, entre autres. Le 26 mai, la veille de la projection à Cannes, les trois acteurs principaux et Kassovitz sont invités sur le plateau de l'émission Bouillon de culture, animée par Bernard Pivot. Kassovitz y arbore une casquette décorée d'une feuille de marijuana, et Hubert Koundé et Saïd Taghmaoui sont fouillés à l'entrée.
Dès le premier jour de diffusion en salles, le 31 mai 1995, le film attire plus de 21 000 spectateurs à Paris. La Haine et son réalisateur font la une de la plupart des quotidiens nationaux. Au lieu d'une sortie prévue dans 50 salles, 260 copies du film sont distribuées en France.
Le 4 juin 1995 à 11 heures, une projection spéciale est organisée à la salle Jean-Vigo de la Grande Halle de la Villette pour toute l'équipe du film, incluant les 300 acteurs et figurants,.
Le film connait une ressortie en salle le 5 août 2020 en remasterisé 4K, avec pour l’occasion une nouvelle affiche.

#### Dans le monde anglophone
Le film sort au Royaume-Uni le 17 novembre 1995 et aux États-Unis le 9 février 1996. Dans le cadre de la promotion du film, les acteurs principaux et Kassovitz font une tournée au Royaume-Uni, aux États-Unis et au Japon. Le titre du film est traduit littéralement dans la plupart des pays.
Au Royaume-Uni, The Guardian publie un article sur le lien possible entre les émeutes de Noisy-le-Grand et le film La Haine, attirant l'attention du public. Le film sort en salles le 17 novembre 1995 après une première projection au Festival du film de Londres et recueille des critiques très positives dans les journaux spécialisés. Les journalistes font des efforts particuliers pour expliquer le contexte de la banlieue à leurs lecteurs, souvent sans résultats satisfaisants et à grand renfort de films « de noirs » américains, comme Boyz 'N The Hood. Les points négatifs les plus communs relevés par les journalistes tiennent à l'arrogance de Kassovitz et à son comportement négligent et peu coopératif pendant les interviews.
Jodie Foster, enthousiasmée par le film, tient absolument à parrainer sa sortie aux États-Unis, se rendant même à certaines réunions à la place de Rossignon quand il ne peut pas se rendre à New York. Sa promotion du film fait partie d'une vague plus large de parrainages, par des acteurs américains connus, de films « difficiles » de réalisateurs étrangers débutants : Kassovitz et elle participent ainsi à la promotion sur des stations de radio hip-hop et politiques, sur des événements universitaires et artistiques, ainsi que sur MTV et PBS. Jodie Foster envoie également une copie du film à Martin Scorsese, Francis Ford Coppola et Steven Spielberg. Spielberg lui répond dans une longue lettre qu'il a adoré le film. Le premier week-end d'exploitation, le film Hate réalise 20 000 dollars de chiffre d'affaires dans la seule salle new-yorkaise qui le projette. Foster propose enfin à l'équipe de présenter le film aux Oscars, mais les prévient qu'il faudra faire du lobbying : organiser des dîners et rencontrer les personnes décisionnaires. Kassovitz refuse l'initiative, estimant que « ça se fait naturellement ou ça ne se fait pas ».
Un effort de traduction particulier est fait sur les sous-titres du film en anglais : le verlan et le vocabulaire de banlieue sont remplacés par leurs équivalents américains, ce qui pose d'ailleurs problème à certains critiques britanniques qui voient la même version. Un certain nombre de références sont adaptées pour que le public puisse les comprendre : par exemple, le personnage Darty est renommé en Walmart, la réplique sur Malik Oussekine par Rodney King, les Schtroumpfs par Donald Duck. Dans plusieurs des versions doublées, le nom Astérix, allusion à la BD Astérix, est remplacé par Snoopy, allusion aux Peanuts plus connus à l'étranger.

### Accueil critique

#### Presse généraliste
Les critiques forment un consensus positif autour du film dès sa sortie. Kassovitz s'en plaint, trouvant les avis trop lisses et regrettant que les acteurs et l'équipe soient mis en avant plutôt que le sujet du film. La Croix s'abstient de commenter le fond du film, mais fait remarquer son succès au Festival de Cannes et en salles. D'un point de vue plus politique, L’Express considère que Kassovitz « a du cran » d’avoir parlé de cette explosion sociale, tandis que Le Nouvel Observateur loue sa curiosité. Les Echos qualifient le film de « violent, dense, terrible ». Les acteurs font l’unanimité : Libération loue le talent d’acteur de Cassel, qui construira sa carrière après ce premier rôle principal,. Le Monde affirme que le film « révèle un cinéaste d'envergure », Kassovitz.
Aux États-Unis, la critique est également positive. Un journaliste du Los Angeles Times qualifie le film de viscéral et affirme que l'influence visiblement américaine sert le film.

#### Presse spécialisée
La presse spécialisée s’accorde aussi à dire du bien du film. Les Cahiers du Cinéma en fait sa une du numéro de juin 1995 et ajoute un dossier spécial sur le film de banlieue, bien que Kassovitz ait refusé de les inviter à la première projection pour se venger d’une critique négative de Métisse.
Le magazine Positif accorde lui aussi plus d'espace que celui prévu pour la plupart des critiques à La Haine. Sur le numéro du lancement, une longue interview de Kassovitz est publiée, et à la suite de ce numéro, un autre dossier est publié sur le thème des films de banlieue et mentionne longuement La Haine.
Studio Magazine et Première louent le film et accompagnent leur critique d'anecdotes du tournage et de profils des acteurs. En décembre 1995, Studio Magazine inclut La Haine dans le classement des meilleurs films de l'année et ajoute un dossier sur l'histoire du film avant, pendant et après le festival de Cannes.
Au sein d'un long dossier sur l'état du cinéma français, Le Film français mentionne La Haine comme un exemple de film français parvenant à intégrer les codes américains sans perdre son âme.

### Accueil du public
Certaines projections du film suscitent des réactions négatives et se terminent en éclats de violence, à Sarcelles ainsi qu’au centre de Paris et de Marseille. Quand Kassovitz organise des projections dans un certain nombre de cités, il se heurte à des avis négatifs d'une fraction de la population, étant accusé plusieurs fois de caricaturer la cité. Certains spectateurs affirment que le film a dix ans de retard et que plus personne n’est impressionné par une arme à feu en banlieue, alors que des enfants de neuf ou dix ans vendent de la drogue.
D’autres spectateurs ont, au contraire, un avis très positif sur le film. Par exemple, lors d'une projection au Pathé Wepler de la place de Clichy à Paris, le public est composé de jeunes habitants de banlieue. Certains d'entre eux mentionnent que le film est crédible : l’un nuance en expliquant aux journalistes que le dialogue des jeunes est exagérément obscène, mais que l’attitude des policiers est vraisemblable. Des professeurs de Saint-Denis emmènent leurs classes voir La Haine au cinéma pendant le mois qui suit la sortie du film.

### Box-office
En France, le film réalise deux millions d'entrées au cinéma, ce qui le classe à la 14e place du box-office annuel.

### Controverses

#### Racisme du film et de l'opinion publique
Si aucun critique n’émet de doutes sur la volonté de Kassovitz de faire un film opposé au racisme, la chercheuse en sciences sociales Carrie Tarr affirme que le personnage blanc de Vinz est particulièrement mis en avant par rapport à ses camarades noir et maghrébin. Vinz est le sujet de beaucoup plus de plans rapprochés que les deux autres protagonistes, et son caractère est plus travaillé. Dans les affiches du film comme dans le film lui-même, l’arme à feu le met aussi visuellement en avant.
Saïd Taghmaoui affirme plus tard sur LCI que la couverture médiatique a mis en avant Cassel et Kassovitz et délaissé les deux autres acteurs principaux du film.

#### Appropriation de la culture urbaine
Kassovitz est régulièrement accusé par une partie du public et de la critique d'être un bourgeois-bohème déconnecté des problèmes de la banlieue. La première journaliste à mettre ce fait en avant est Monique Pantel, de France-Soir, suivie par Aurélien Ferenczi d'InfoMatin qui lui demande très directement : « De quel droit parlez-vous des banlieues ? ». Kassovitz répond qu'il s'en estime heureux, affirmant qu'il a réussi à prendre le recul que ses amis originaires des cités n'ont pas forcément.
Avec le temps et les interviews, son point de vue semble changer drastiquement : il passe de la volonté de faire un brûlot « anti-flics » et réaliste, à l'affirmation que le film n'a rien à voir avec la vraie vie des cités.
La couverture médiatique du film est cependant remise en cause elle aussi, par exemple lors d'une projection-débat où une personne de l'assemblée demande : « Ils habitent où, les journalistes, pour savoir si c'est réaliste La Haine ? ».

#### Point de vue sur les violences policières
La Haine est présenté comme une réponse à la politique sécuritaire de Charles Pasqua, et suscite une vive controverse, mettant en cause les bavures policières. À la sortie du film, les médias relaient largement une citation de Kassovitz qui affirme vouloir faire « un film contre les flics ». Cependant, il affirme ailleurs, son opinion semblant changer avec le temps et les interviews, que La Haine « n'est pas un film antiflics ». En particulier, une partie du dialogue entre le policier Samir et le protagoniste Saïd illustre bien l'opposition entre quartier et police, sans forcément rejeter la faute sur l'un ou l'autre des acteurs :

« — T’imagines un jeune flic qui débute là, plein de bonne volonté ? Il tient pas plus d’un mois !

— Et un Arabe dans un commissariat ? Il tient pas plus d’une heure ! »

Saïd Taghmaoui affirme que le film est l'« une des vérités, même pas la vérité » sur les violences policières et déplore le manque d'implication des personnalités politiques. Pour Kassovitz, il y a quelques bons policiers dans le film (entre autres Samir, policier de la cité, et un policier qui salue poliment Saïd dans la rue) : il ne s'agit pas de critiquer les policiers eux-mêmes ou de supposer qu'il n'y a pas de bons policiers, mais de montrer qu'ils évoluent dans un système qui les brise : pour lui, des policiers à peine entraînés et venant du fin fond de la campagne n'ont pas d'autre façon de s'en sortir.
La scène où deux policiers malmènent Hubert et Saïd dans le poste de police, le troisième policier, tout en restant silencieux aux propos de ses collègues, manifeste au contraire une expression sur son visage de désapprobation sur ce qui se passe, sans pour autant intervenir pour arrêter ses collègues. L'échange de regards entre Hubert et le policier accentue le malaise du policier sur son cas de conscience et la passivité qu'il montre face à ses collègues qui bafouent les procédures de garde à vue.
Le Premier ministre Alain Juppé aurait organisé une projection spéciale du film pour les membres de son ministère. Les officiers de police condamnent ensuite cette projection, du fait de l'image renvoyée par le film concernant la brutalité policière,.
Un porte-parole de la police affirme que si les bavures policières montrées dans le film sont inacceptables, les crimes que la police combat le sont tout autant, ajoutant ensuite que le film est un chef-d’œuvre pouvant faire prendre conscience de certaines réalités.

## Distinctions
Entre 1995 et 2016, La Haine a été sélectionné 28 fois dans diverses catégories et a remporté 8 récompenses,.

### Récompenses
| Année | Cérémonie ou récompense                    | Prix                                           | Nommé(e)s                          |
| ----- | ------------------------------------------ | ---------------------------------------------- | ---------------------------------- |
| 1995  | Festival de Cannes                         | Prix de la mise en scène                       | Mathieu Kassovitz                  |
| 1995  | Prix du cinéma européen                    | Prix du jeune public du film de l'année        | Mathieu Kassovitz                  |
| 1996  | Cérémonie des César,                       | César du meilleur film                         | Mathieu Kassovitz                  |
| 1996  | Cérémonie des César,                       | César du meilleur producteur                   | Christophe Rossignon               |
| 1996  | Cérémonie des César,                       | César du meilleur montage                      | Mathieu Kassovitz, Scott Stevenson |
| 1996  | Cérémonie des Lumières                     | Lumière du meilleur film                       | Mathieu Kassovitz                  |
| 1996  | Cérémonie des Lumières                     | Lumière du meilleur réalisateur                | Mathieu Kassovitz                  |
| 1997  | Cercle des critiques de cinéma d'Australie | Prix FCCA du meilleur film en langue étrangère | -                                  |

### Nominations
| Année | Cérémonie ou récompense                                                                      | Prix                                     | Nommé(e)s                         |
| ----- | -------------------------------------------------------------------------------------------- | ---------------------------------------- | --------------------------------- |
| 1995  | Camerimage                                                                                   | Grenouille d'or                          | Pierre Aïm                        |
| 1995  | Festival de Cannes                                                                           | Palme d'Or                               | Mathieu Kassovitz                 |
| 1995  | Festival de Cannes                                                                           | Grand Prix                               | Mathieu Kassovitz                 |
| 1995  | Festival de Cannes                                                                           | Prix du Jury                             | Mathieu Kassovitz                 |
| 1995  | Festival de Cannes                                                                           | Prix du Jury Œcuménique                  | Mathieu Kassovitz                 |
| 1995  | Festival de Cannes                                                                           | Prix Spécial du Jury                     | Mathieu Kassovitz                 |
| 1995  | Festival international du film de Thessalonique                                              | Alexandre d'or                           | Mathieu Kassovitz                 |
| 1996  | Cérémonie des César                                                                          | Meilleur réalisateur                     | Mathieu Kassovitz                 |
| 1996  | Cérémonie des César                                                                          | Meilleur scénario original ou adaptation | Mathieu Kassovitz                 |
| 1996  | Cérémonie des César                                                                          | Meilleure photographie                   | Pierre Aïm                        |
| 1996  | Cérémonie des César                                                                          | Meilleur son                             | Dominique Dalmasso, Vincent Tulli |
| 1996  | Cérémonie des César                                                                          | Meilleur acteur                          | Vincent Cassel                    |
| 1996  | Cérémonie des César                                                                          | Meilleur jeune espoir masculin           | Vincent Cassel                    |
| 1996  | Cérémonie des César                                                                          | Meilleur jeune espoir masculin           | Hubert Koundé                     |
| 1996  | Cérémonie des César                                                                          | Meilleur jeune espoir masculin           | Said Taghmaoui                    |
| 1997  | Association du cinéma et de la télévision en ligne (Online Film & Television Association)    | Meilleur film en langue étrangère        | -                                 |
| 1997  | Association des critiques de cinéma de Chicago                                               | Meilleur film en langue étrangère        | -                                 |
| 1997  | Association turque des critiques de cinéma (Turkish Film Critics Association (SIYAD) Awards) | Meilleur film étranger                   | 2ème place                        |
| 2011  | Festival de Cinéma en Plein Air de la Villette                                               | Meilleur film                            | Mathieu Kassovitz                 |
| 2016  | Prix 20/20 (20/20 Awards)                                                                    | Meilleur film en langue étrangère        | -                                 |

### Sélections
| Année | Cérémonie ou récompense                         | Prix                                | Nommé(e)s |
| ----- | ----------------------------------------------- | ----------------------------------- | --------- |
| 1995  | Festival de Cannes                              | Sélection officielle en compétition | -         |
| 1995  | Festival international du film de Thessalonique | Sélection officielle                | -         |

### Classements
Les réalisateurs Lukas Moodysson et Tian Zhuangzhuang ont placé le film respectivement en 4e et 7e places de leurs classements Sight and Sound Poll. Le magazine Empire le place en 32e position des 100 meilleurs films de l'histoire du cinéma, s'étonnant au passage qu'il n'en existe aucun remake américain.

## Analyses

### Générique d'ouverture
Plusieurs séquences du générique d'ouverture du film, dont la première dans laquelle un homme seul fait face à des CRS, sont des images issues d'une émeute s'étant déroulée à Rouen dans le quartier des Sapins, en janvier 1994. Le générique entier s'appuie sur des images d'archives d'émeutes urbaines en France, montées sur la musique Burnin' and Lootin' de Bob Marley. Il dure plus de 4 minutes et énumère chacun des noms des personnes de l'équipe du tournage, comme il est généralement de mise pour un générique de fin.
Pour faire le générique de début du film, Kassovitz regarde plusieurs dizaines d’heures de vidéo, en particulier des archives de journaux télévisés des dix années précédant le tournage.
Le générique est divisé en trois parties principales. Dans la première, on voit des camions de CRS et des jeunes personnes, souvent des étudiants. Les étudiants commencent par manifester pacifiquement et danser, mais à la fin de la scène, ils pillent une banque. Dans la deuxième section du générique, on se concentre sur des violences individuelles, en particulier avec des images des manifestations qui ont suivi les morts de Malik Oussekine et Makomé M’Bowolé. Enfin, la troisième section est la seule produite à partir d'images de nuit et de banlieue, et commence par l’incendie d’un centre commercial. La violence est plus visible que dans les deux sections précédentes. Aux deux tiers de cette dernière séquence, la musique baisse en volume et des cris et bruits de verre brisé commencent à se faire entendre. À la toute fin du générique, on entend une présentatrice de journal télévisé. La section se termine avec la présentatrice face caméra puis une photo d’Abdel-Aziz Shokair, annoncé comme étant dans le coma et à l'hôpital.

### Utilisation du noir et blanc
Mathieu Kassovitz tient absolument à faire un film en noir et blanc. Les producteurs insistent cependant pour qu'il soit tourné en couleur puis passé en noir et blanc plutôt que de filmer directement en noir et blanc. En effet, TF1 refuse de passer le film en noir et blanc à la télévision sauf en cas de grand succès en salles, et il s'agit de ne pas se priver d'une diffusion à la télévision. Dans un premier temps, le film est donc tourné en couleur avec l'intention d'en produire deux versions différentes. Or, le noir et blanc a beaucoup de succès à la sortie du film, et est adopté à la télévision, aussi la version en couleur ne voit jamais le jour.
L'objectif du noir et blanc est d'avoir un rendu plus distancié, qui évoque les images d'actualités de périodes de guerre. Kassovitz filmant « ce qu'on voit tout le temps à la télévision », il souhaite le rendre exceptionnel, différent de ce que les yeux voient, avec l'utilisation du noir et blanc. Ainsi, le procédé de réalisation permet une narration plus fluide et plus libre, moins encombrée de réalisme. Le choix du noir et blanc est également un hommage à Raging Bull et She’s Gotta Have It, deux films que Kassovitz aime particulièrement. Il permet enfin de mieux mettre en valeur les différences de couleur de peau des protagonistes, en particulier de la peau de Hubert : dans la première scène où il apparaît, son corps est enduit d’huile afin de mieux réfléchir la lumière. Certaines scènes sont filmées en respectant les codes esthétiques du film noir : elles mettent toujours Vincent Cassel en valeur.
Vingt ans plus tard, Kassovitz explique le statut culte du film : « c'est le noir et blanc, [le fait que le film n'ait pas pris une ride]. Tu mets les photos de Doisneau en couleur, c'est pas pareil ». Il fait également remarquer que le budget du film n'aurait pas permis un traitement parfait de la vidéo en couleur.

### Marqueurs temporels
Une horloge s'affiche régulièrement : le film couvre une période d'un peu moins de 24 heures, et l'horloge replace souvent l'heure à laquelle les scènes ont lieu. L'heure affichée n'est cependant pas toujours vraisemblable : par exemple, entre 15h47 et 17h04, les faits suivants sont censés être produits : les protagonistes se rendent à l’hôpital, Saïd est arrêté puis relâché, Hubert rentre chez lui, les jeunes écoutent un DJ, puis Vinz part faire les courses et coupe les cheveux de Saïd.